# Eindringtiefe
Die Eindringtiefe wird verwendet als Maßbezeichnung für das Vermögen eines Gegenstandes, von Substanzen oder von Wellen, in einen Gegenstand oder eine Materie einzudringen, oder als Eigenschaft des Gegenstandes, einem Eindringen Widerstand entgegenzusetzen. Sie wird in der Regel auf einen standardisierten Eindringvorgang bezogen und mit einer vergleichenden Messmethode ermittelt.

## Ballistik
In der Ballistik wird die Eindringtiefe eines Waffenprojektils mit einer Beschussprobe, auf einen Block genormten Materials (z. B. ballistische Gelatine) ermittelt. Diese Messmethode wird vor allem bei der Forensik verwendet, um die Schussentfernung ermitteln zu können.

## Elektromagnetische Wellen
Bei elektromagnetischen Wellen ist die Eindringtiefe der Punkt, an dem eine elektromagnetische Welle beim Eindringen in ein Medium nur noch einem {\displaystyle e}-tel (ca. 37 %) der Ausgangsamplitude entspricht.
Der Begriff findet unter anderem als londonsche Eindringtiefe (London-Gleichung), Eindringtiefe einer evaneszenten Welle (siehe ATR-Spektroskopie) Anwendung. Beim Skin-Effekt versteht man darunter die Tiefe, bei der die Stromdichte auf 1 % des Wertes an der Leiteroberfläche abgefallen ist.

## Geophysik
Bei verschiedenen geophysikalischen Messmethoden ist die Eindringtiefe ein limitierender Faktor für die Untersuchung von Strukturen im Inneren des Erdkörpers. Hierbei handelt es sich um Verfahren, bei denen das Erdinnere mit angeregten Wellen durchstrahlt wird.
Neben elektromagnetischen Verfahren, wie dem Georadar oder der Magnetotellurik wird der Begriff auch in der Geoelektrik und in Bezug auf seismische Wellen in der Seismologie und der aktiven Seismik verwendet. Die Eindringtiefe ist dabei abhängig von der Frequenz der Welle, wird jedoch auch durch die Entfernung der Quelle zum Messinstrument und dem damit verbundenen Strahlweg begrenzt.

## Werkstoffe
Bei Werkstoffen ist die Eindringtiefe ein Maß für die Fähigkeit einer Flüssigkeit in einen Werkstoff einzudringen. Sie lässt sich berechnen mit der Washburn-Gleichung.
Bei der Imprägnierung ist erwünscht, dass das Imprägniermittel eine möglichst große Eindringtiefe hat, bei heute handelsüblichen schichtbildenden Anstrichen und Lacken, wegen des erhöhten Verbrauchs, dagegen nicht. Die hohe Eindringtiefe von reinem Leinöl und reiner Leinölfarbe ist wiederum eine Voraussetzung für ihre konservierende Eigenschaft.

## Werkstoffprüfung
Bei der Werkstoffprüfung werden verschiedene Messverfahren verwendet, bei denen anhand des Eindringvermögens eines Vergleichkörpers in den Werkstoff, dessen Härte bestimmt wird. Je tiefer die Eindringtiefe ist, desto weicher der Stoff. Es dürfen aber nur Werte verglichen werden, die nach derselben Messmethode ermittelt wurden.
Folgende Messmethoden sind verbreitet, welche mit dem Maß der Eindringtiefe arbeiten:
- Härteprüfung nach Brinell
- Härteprüfung nach Vickers (harte Metalle)
- Härteprüfung nach Knoop (harte Metalle)
- Härteprüfung nach Rockwell (verschiedene Prüfkörper)
- Härteprüfung nach Shore (teilweise auch für Nichtmetalle geeignet, wie Elastomere und GFK)